# كرة القدم في إنجلترا
كرة القدم في إنجلترا (بالإنجليزية: Football in England)‏ تعتبر كرة القدم الرياضة الأكثر شعبية في إنجلترا،  حيث تم إنشاء أول مجموعة من القواعد للعبة في عام 1863، والتي كانت لها تأثير كبير على تطوير قوانين اللعبة الحديثة. يوجد الآن في إنجلترا أكثر من 40000 نادي لكرة القدم، تمتلك إنجلترا عددًا كبير من الأندية المشاركة في الاسم أكثر من أي دولة أخرى بالإضافة إلى أول نادي تم إنشائه في العالم هو (نادي شيفيلد)، بالإضافة إلي أقدم نادي كرة قدم محترف في العالم نادي (نوتس كاونتي)، أقدم هيئة وطنية لكرة القدم (الاتحاد الإنجليزي لكرة القدم)، وتم إنشاء أقدم منتحب لكرة القدم وهو منتخب إنجلترا لكرة القدم، ويوجد في إنجلترا أقدم مسابقة كأس بنظام خروج المغلوب (كأس الاتحاد الإنجليزي) وأقدم دوري وطني لكرة القدم (الدوري الإنجليزي لكرة القدم). يعتبر الدوري الإنجليزي الممتاز أحد أشهر الدوريات الرياضية الأكثر ثراءً في العالم، يوجد في الدوري الإنجليزي الممتاز ستة من أغنى عشرة أندية كرة قدم في العالم اعتبارًا من عام 2019.
يعتبر منتخب إنجلترا لكرة القدم هو واحد من ثمانية منتخبات أستطاعت فقط الفوز بكأس العالم، بعد أن فعل ذلك مرة واحدة في عام 1966. وحصلت خمسة فرق إنجليزية بالفوز بدوري أبطال أوروبا (كأس الاتحاد الأوروبي).

## تاريخ كرة القدم الإنجليزية

### العصور الوسطى
لعبت كرة القدم في إنجلترا منذ زمن بعيد في العصور الوسطى. جاء أول دليل مكتوب لمباراة لكرة قدم عام 1170، عندما كتب الكاتب ويليام فيتزستيفن عن زيارته إلى لندن، «بعد العشاء يخرج جميع شباب المدينة إلى الملاعب من أجل لعبة الكرة الشهيرة جدًا.» كما أشار إلى أن كل تجارة كان لديها فريق خاص بها، «كأن الشيوخ والآباء والرجال الأغنياء يشاهدوا المباريات على ظهور الخيل لمشاهدة مسابقات أطفالهم، وكانت موضة رياضية يلعبها الشباب؛ ويبدو أن هناك أن يثير الشيوخ إثارة من الحرارة الطبيعية التي تظهر من خلال مشاهدة الكثير من النشاط». تم وصف ركل الكرة بالقدم في إنجلترا عام 1280.
في عام 1314 قال إدوارد الثاني ملك إنجلترا، عن رياضة كرة القدم واستخدام كرات القدم، «معينة من الضوضاء الناشئة عن لعب كرة القدم في الميادين العامة، والتي من كثير من المشاكل التي قد تنشأ». ظهرت في نوتنغهامشير لعبة الركل في القرن 15 حيث تتشابة مع لعبة كرة القدم. في القرن 16 تم الإشارة إلى تنظيم الفرق والأهداف قد ظهرت. هناك أدلة علمية محكمة تشير إلي أن فريق لكرة القدم من الألعاب التي لعبت في المدارس الإنجليزية ظهر منذ عام 1581 على الأقل. في القرن 18 ظهر فريق (الجمباز المجتمع) في لندن، يمكن القول إنه أقدم فريق لكرة القدم في العالم.

### التطورات في القرن التاسع عشر
شهد القرن 19 تدوينًا لقواعد لعبة كرة القدم في العديد من المدارس العامة، ومدرسة الرغبي (تم نشرها لأول مرة عام 1845) وكلية إيتون (تم نشرها لأول مرة عام 1845) مؤثرة بشكل خاص، بالإضافة إلى مدارس هرورو ووينشستر وشورزوبي. أدت الحاجة إلى أن خريجي المدارس العامة المختلفة للعب ضد بعضهم البعض في مجموعات عديدة، تم وضع قوانين المعروفة بقوانين كامبريدج تنظم اللعبة، والتي تم وضعها في جامعة كامبريدج بين عامي 1830 و1860.
في النصف الثاني من القرن 19 ثقافة «أندية كرة القدم» بدأت تزدهر، خاصة في لندن وشفيلد، مع ظهور نادي شيفيلد لكرة القدم الذي تأسس عام 1857، يعتبر اليوم أقدم نادي كرة قدم في العالم. وضع نادي شيفيلد أول مجموعة من القوانين الخاصة بكرة القدم في عام 1859، سرعان ما أد ذلك إلى انتشار الكثير من النوادي في المدينة وحولها سميت القوانين باسم «قوانين شيفلد». استضاف نادي شيفيلد أول بطولة متعددة فرق كرة القدم في العالم، وهي كأس يودين في عام 1867.

بشكل عام، يميل كل نادي لكرة القدم أو مدرسة أو جامعة لقواعدها الخاصة، والتي قد تختلف في بعض القواعد الأساسية، مثل ما إذا كان يجب اتباع مثل مدرسة رغبي من خلال السماح بحمل الكرة، مع السماح للاعبين الذين يحملون الكرة بركلها بالأرجل من قبل خصومهم. حيث كانت رغبة أندية كرة القدم في قانون مشترك هي الدافع وراء تأسيس الاتحاد الإنجليزي لكرة القدم في عام 1863. داخل الاتحاد الإنجليزي لكرة القدم كان هناك نقاش حاد بين نوادي التي تميل إلي حمل الكرة مثل الرغبيوأخري لا تميل. عندما تم عقد الاجتماعات الأولى لمناقشة قوانين كرة القدم في الاتحاد الإنجليزي لكرة القدم، كانت النوادي التي تميل إلي حمل الكرة في تزايد، ولكن نشر مجموعة من القوانين عام 1863، من قوانين كامبردج (التي منعت حمل الكرة) مكنت الأندية التي لا تميل إالي حمل الكرة من الانتصار، وتعتبر أول قوانين لعبة كرة القدم، نشرت في ديسمبر 1863، حظرت حمل الكرة. شهد كرة القدم تطورا حيث كانت السيطرة علي اللعبة في البداية الأندية التي تتخذ من لندن مقراً له، أخذت اللعيبة تنتشر تدريجياً في إنجلترا أدي غلي ظهور كأس الاتحاد الإنجليزي، والذي تم التنافس عليه في موسم 1871–72.
بين عامي 1863 و1877، كانت قواعد الاتحاد الإنجليزي لكرة القدم وشيفيلد تعايشت مع بعضها في بعض الأحيان، وكانت أحيانا بعض القواعد تؤثر على الأخرى. الكثير من المباريات لعبت بين نادي شيفيلد وأندية لندن، وذلك باستخدام قواعد الاتحاد الإنجليزي لكرة القدم وشيفيلد. بعد العديد من الخلافات على القواعد الحاكمة تم توحيد القواعد في عام 1877، عندما صوت نادي شيفيلد على اعتماد قوانين الاتحاد الإنجليزي لكرة القدم، بعد اعتماد قانون لتسويه من قبل الاتحاد الإنجليزي. قواعد نادي شيفيلد كانت له تأثيرا كبيرا على الطريقة الحديثة للعبة كرة القدم المتقدمة. من بين الأشياء التي أدخلتها نادي شيفيلد على قوانين اللعبة هي مفهوم لضربة زاوية، وركلة حرة مباشرة التي تتحدث عن المخلفات في كرة القدم.
بدأت المباريات الدولية في كرة القدم عندما التقت فرق تمثل إنجلترا واسكتلندا في مباراة في ملعب أورجانس فال في جنوب لندن في 5 مارس 1870. تم لعب خمس مباريات بين الفريقين حتى 21 فبراير 1972 ولكن لم يتم الإعتراف بالمباريات من قبل الاتحاد الدولي لكرة القدم، لأن اللاعبين الإسكتلنديين كانوا جميعهم من مدينة لندن وبالتالي لم يمثلوا بالكامل دولة اسكتلندا.
تم لعب أول مباراة دولية رسمية، بين اسكتلندا وإنجلترا، في 30 نوفمبر 1872 في ملعب هاميلتون كريسنت، ملعب نادي نادي شرق اسكتلندا لملعب هاميلتون كريسنت للكريكت في منطقة بارتيك في مدينة غلاسكو. أنتهت المباراة بالتعادل 0-0، حيث شاهد المبارة 4000 متفرج. في مباراة 8 مارس 1873 كان الفوز لمنتخب إنجلترا لكرة القدم 4-2 على منتخب اسكتلندا لكرة القدم في ملعب أورجانس فال، تعتبر المبارة الأولي التي يحدث فيها أول فوز على الإطلاق في مباريات كرة القدم الدولية.
سيطر على أواخر القرن 19 الانقسام المتزايد بين فرق الهواة والفرق المحترفة، وكان الخلاف متوازن تقريبًا على بسبب الإنقسام بين الشمال والجنوب في إنجلترا. كانت الأندية الشمالية حريصة على تبني نظام الاحتراف حيث لم يستطع العمال تحمل اللعب على أساس أنهم هواة، في حين أن الأندية الجنوبية كأنت تميل إلي نظام الهواة. في النهاية في عام 1885 وضع الاتحاد الإنجليزي لكرة القدم نظام الاحتراف، وعندما نظم وليام ماكجريجور مدير نادي أستون فيلا اجتماعًا لممثلي الأندية الرائدة في إنجلترا، أدى ذلك إلى تشكيل دوري كرة القدم الإنجليزية في عام 1888. كأن فريق بريستون نورث إيند الفائز الأول بالدوري الإنجليزي لكرة القدم 1888–89، وكان أيضًا أول نادي يحصل علي ثناية في الموسم بالفوز الدوري الإنجليزي الممتاز وكأس الاتحاد الإنجليزي. كرر نادي أستون فيلا الإنجاز في موسم 1896–97.

### تطورات القرن العشرين حتى عام 1945
توسع الدوري الإنجليزي على مدى السنوات الـ 25 الأولي مع ازدهار كرة القدم في إنجلترا، كان الدوري من قسم واحد مكون من اثني عشر ناديًا في عام 1888، إلى قسمين بحلول موسم 1892–93، حيث إن المجموعه تتكون من 28 ناديًا ومع الزيادة التدريجية للأندية، أصبح مجموع الأندية 40 بحلول موسم 1905–06. بقي الدوري علي نظام 40 نادي حتى إيقاف الدوري بعد موسم 1914-1915 مع اندلاع الحرب العالمية الأولى. خلال هذه الفترة، هيمنت أندية الشمال وميدلاند، حيث فازت أندية أستون فيلا وسندرلاند والأربعاء (التي أعيدت تسميتها لاحقًا شيفيلد اوينزداي) ونيوكاسل يونايتد بثلاثة ألقاب أو أكثر في الدوريات في الفترة التي سبقت الحرب العالمية الأولى. تشمل الأخبار في هذه الفترة أخبار عن أندية شيفيلد يونايتد ومانشستر يونايتد وإيفرتون. حققت الأندية التي تتخذ من لندن مقراً لها نجاحاً ضئيلاً خلال أواخر القرن التاسع عشر وأوائل القرن العشرين، مع أول فوز كبير فاز به نادي مقره لندن وهو نادي توتنهام هوتسبر في كأس الاتحاد الإنجليزي في موسم 1901–02، عندما كانوا لا يزالون ناديًا في دوري كرة القدم الجنوبية، على الرغم من أنهم تم اختيارهم لدوري كرة القدم بعد فترة صغيرة.
خلال الحرب العالمية الأولى، تم تعليق التنافس في كرة القدم. ومع ذلك تم لعب دوري غير رسمي في كرة القدم في زمن الحرب من 1915-16 إلى 1918-19، تم تعليق بطولة كأس الاتحاد الإنجليزي حتى إنتهاء الحرب.
في دوري كرة القدم الإنجليزي 1920–21 ، تم توسيع دوري كرة القدم، مع ظهور دوري القسم الثالث الإنجليزي، من خلاله تم توسع الدوري جنوب برمنجهام، كانت المدينة حتى ذلك الحين ممثلًا تمثيل قليل في دوري كرة القدم. كان لكل قسم 22 نادي. في موسم 1921–22 تم توسيع نظام الدوري مرة أخرى مع تقسيم القسم الثالث إلى أقسام الشمال (مع 20 ناديًا) والجنوب (مع 22 ناديًا)، مما يجعل إجمالي الأندية 86 ناديًا في نظام دوريات كرة القدم. في موسم 1923–24 ، تم توسيع القسم الثالث الشمالي إلى 22 ناديًا، ليصبح مجموع الأندية 88 ناديًا.
بعد نصف قرن من مباريات نهائيات كأس الاتحاد الإنجليزي والمباريات الدولية، تم استضافت المباريات الهامة في أماكن مختلفة عبر إنجلترا، تم افتتاح الاستاد الوطني في ويمبلي في عام 1923 ، حيث أقيمت المباراة النهائية من كأس الاتحاد الإنجليزي 1924–25 في ملعب ويمبلي أول نهائي لكأس الاتحاد الإنجليزي يتم لعبه هناك. هزم نادي بولتون واندرارز وست هام يونايتد ليفوز بهذه المباراة التاريخية. فاز بولتون واندرارز بكأس الاتحاد الإنجليزي في ثلاث مناسبات خلال فترة العشرينيات.
سيطرت أندية هدرسفيلد تاون وإيفرتون وأرسنال خلال فترة ما بين الحربين العالميتين، إذ حققت ما محصلته 11 لقب دوري من أصل 18 لقبًا، وقد ربح كل من هدرسفيلد وأرسنال ثلاثة ألقاب متتالية ورفع أرسنال حصيلته التي وصلت إلى خمسة ألقاب على مستوى الدوري بالإضافة إلى لقبين على مستوى الكأس. درّب هربرت تشابمان كلًا من أرسنال وهدرسفيلد، الذي انتقل من هدرسفيلد إلى أرسنال بعد أن حقق فريق يوركشاير البطولة الثانية على التوالي، ولكنه توفي قبل حصول أرسنال على لقبة الثالث على التوالي.
في مطلع ثلاثينيات القرن العشرين، لعب المنتخب الوطني الإنجليزي بانتظام ضد المنتخبات الوطنية الأخرى من خارج الجزر البريطانية. ورغم ذلك، أدت استقالة الاتحاد الإنجليزي من الاتحاد الدولي لكرة القدم في عام 1928 إلى عدم مشاركة إنجلترا في أول ثلاث بطولات لكأس العالم. عُلق موسم 1939-1940 في سبتمبر بعد اندلاع الحرب العالمية الثانية. كما هو الحال مع الحرب العالمية الأولى، أُقيم دوري خاص في زمن الحرب طول سنوات الصراع، وعُلقت بطولة كأس الاتحاد الإنجليزي مجددًا. أُقيمت عشر بطولات إقليمية مصغرة في عام 1939 بالإضافة إلى دوري كأس الحرب الذي دام 6 سنوات منذ عام 1939 وحتى عام 1945، إذ ربحه كل من وستهام يونايتد، وبريستون نورث إيند، ووولفرهامبتون واندررز، وبلاكبول، وبولتون واندررز، في حين تقاسم إستون فيلا البطولة مع شارلتون أثلتيك بعد التعادل الإيجابي بينهما بهدف لكل منهما. نُظمت بطولات الكأس والدوري المختلفة، معظمها بشكل إقليمي، طوال سنوات الحرب لخمسة مواسم حتى استُؤنفت بطولة كأس الاتحاد الإنجليزي 1945-1946. عاد الدوري الإنجليزي في الموسم الذي تلاه.

### فترة ما بعد الحرب العالمية الثانية

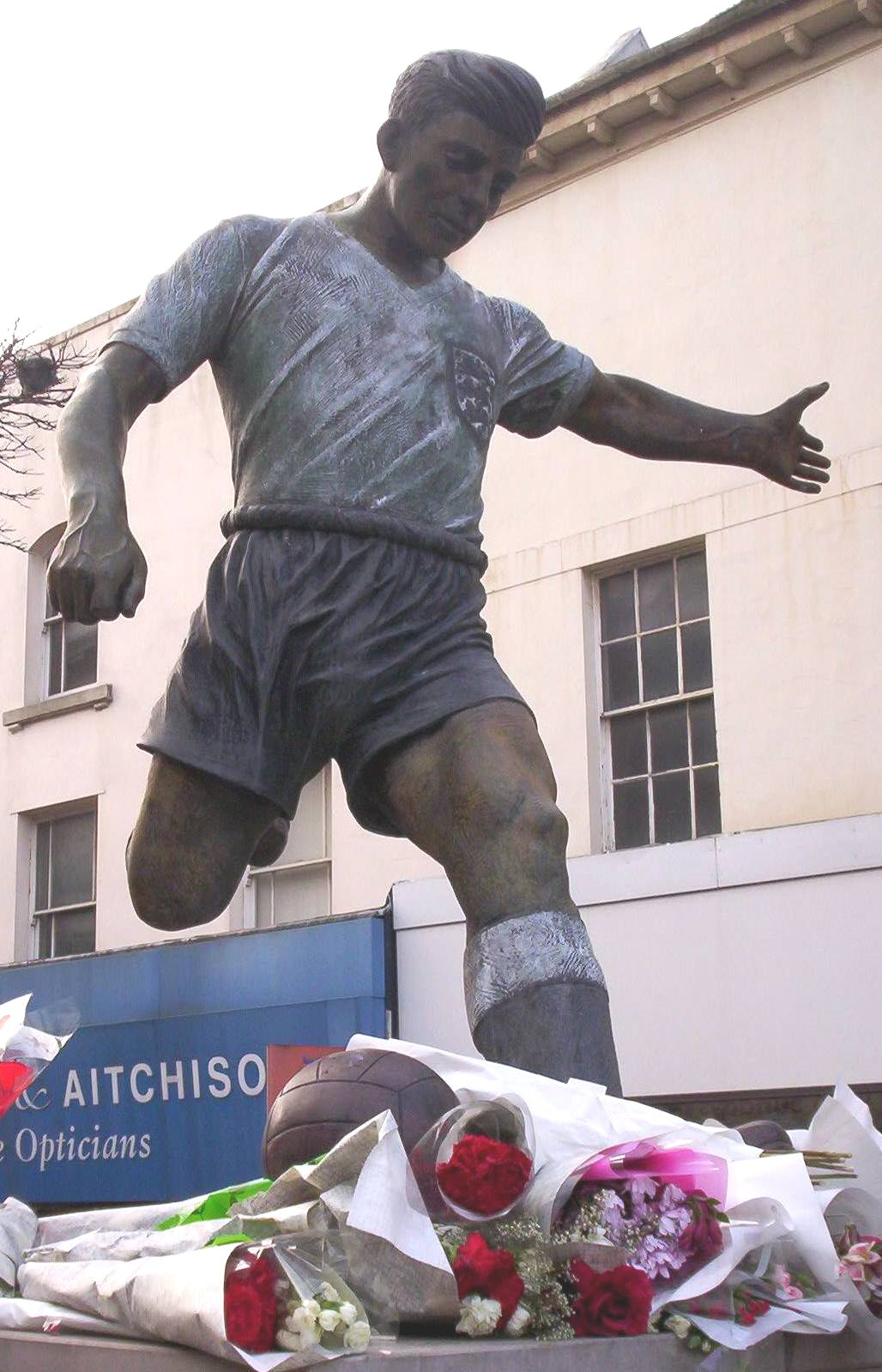
كان دانكن إدواردز لاعب خط وسط رائع وقد توفي في كارثة ميونخ الجوية عام 1958.

مُني المنتخب الإنجليزي بهزيمتين مفاجئتين في خمسينيات القرن الماضي: 1-0 أمام الولايات المتحدة في كأس العالم 1950، وخسارة بنتيجة 6-3 أمام المجر في ويمبلي عام 1953. لكن ألحق وولفرهامبتون واندررز الهزيمة بالفريق المجري بودابست هونفيد، في مباراة ألهمت بإنشاء بطولة كأس أوروبا. أُقنع تشيلسي بعدم المشاركة في البطولة في نسختها الأولى 1955-1956، ولكن تجاهل مانشستر يونايتد هذه النصيحة وذهب بعيدًا بالبطولة ليصل إلى نصف نهائي نسخة 1956-1957، بعد خسارته على يد ريال مدريد بطل تلك النسخة. شهدت النسخة التالية من كأس أوروبا. تأذي مانشستر يونايتد بسبب كارثة ميونخ الجوية؛ أثرت هذه الحادثة أيضًا في المنتخب الوطني إذ إن ثلاثة من اللاعبين الذين فقدوا حياتهم -روجر بيرن وتومي تايلور ودانكن إدواردز- كانوا لاعبين دوليين إنجليزيين ممتازين. تعرض مدربهم مات بوسبي لإصابة خطيرة نجا منها، وكان قد قاد اليونايتد لتحقيق لقب كأس الاتحاد الإنجليزي في عام 1948 ولقب آخر على صعيد الدوري في عام 1952 مع فريق سابق كان يضم جوني كاري، وجاك رولي، وستان بيرسون.
خسر كل من فريق نجوم نادي لندن الحادي عشر وبرمنغهام سيتي أمام برشلونة في أول نهائيين لبطولة كأس المعارض بين المدن في عامي 1958 و1960. كان وولفرهامبتون واندررز فريقًا إنجليزيًا آخر شهد نجاحًا في سنوات ما بعد الحرب. بقيادة ستان كوليس، حقق الفريق لقب الدوري ثلاث مرات ولقب كأس الاتحاد مرتين ما بين عامي 1949 و1960. على الرغم من فشله في تحقيق أي شيء يُذكر خلال مشاركاته في كأس أوروبا، فقد حقق انتصارات على معظم أندية أوروبا القوية في سلسلة من المباريات الودية في استاد مولينو خلال خمسينيات القرن الماضي. واصل أرسنال سلسلة نجاحه بعد استئناف دوري كرة القدم، محققًا لقبين على مستوى الدوري وآخر على مستوى كأس الاتحاد بين عامي 1948 و1953. حقق خصمه من شمال لندن توتنهام هوتسبر لقبَ الدوري لأول مرة في عام 1951، وعاد مع نهاية العقد للمنافسة على الألقاب تحت قيادة مدربه الجديد بيل نيكولسون وقائده داني بلانشفلور. حقق فريق آخر من لندن، وهو تشيلسي، لقب الدوري في عام 1955، وحقق نيوكاسل يونايتد ثلاثة ألقاب على مستوى كأس الاتحاد في الخمسينيات، فيما حقق بورتسموث لقبين على التوالي في وقت مبكر من سنوات ما بعد الحرب.
أُعيد تنظيم دوري كرة القدم لموسم 1958-1959 مع توقف القسم الثالث الشمالي والجنوبي. شكّل النصف العلوي من كل قسم ثالث محلي من الموسم السابق قسمًا ثالثًا جديدًا، في حين شكل النصفان السفليان القسم الرابع الجديد. تبع ذلك التحديث في ستينيات القرن الماضي، مع حصول ثورة في تطور اللعبة مثل قضية جورج إيستهام التي سمحت للاعبين بحرية أكبر في الحركة، وإلغاء الحد الأقصى للأجور في عام 1961.
أصبح توتنهام هوتسبر أول نادٍ يفوز بثنائية الدوري والكأس في القرن العشرين في موسم 1960-1961، وحافظ على كأس الاتحاد الإنجليزي في الموسم التالي، ثم أصبح أول نادٍ إنجليزي يفوز بكأس أوروبية، كأس الكؤوس 1962-1963، حين ألحق الهزيمة بأتلتيكو مدريد في النهائي بنتيجة 5-1. بنى المدرب بيل نيكلسون شكلًا ناجحًا آخر من توتنهام عندما حمل لقب كأس الاتحاد الإنجليزي لمرة أخرى في عام 1967.
تُعد حقبة المنتخب الإنجليزي بمدربه ألف رامسي الحقبة الأكثر نجاحًا، والذي فاز بكأس العالم 1966 على أرضه بعد فوزه المثير للجدل على منتخب ألمانيا الغربية 4-2 في الأشواط الإضافية، وهي المرة الوحيدة التي فاز فيها المنتخب الوطني بكأس العالم.

## وصلات خارجية
- جميع مستويات كرة القدم الإنجليزية من دوري المملكة المتحدة
- أحدث أخبار كرة القدم، جدول المباريات والنتائج من بي بي سي
- League321.com – الدوري الإنكليزي لكرة القدم الجداول والسجلات & إحصائيات قاعدة البيانات الخاصة بنا.